# Massarina operculicola
Massarina operculicola är en svampart som beskrevs av M. Morelet 1980. Massarina operculicola ingår i släktet Massarina och familjen Massarinaceae.   Inga underarter finns listade i Catalogue of Life.